# Пхакадзе, Омар Лонгизонович
Омар Лонгизонович Пхакадзе (груз. ომარ ფხაკაძე, 12 августа 1944, Кутаиси — 21 мая 1993, Тбилиси) — советский трековый велогонщик. Заслуженный мастер спорта, заслуженный тренер, первый президент Федерации велоспорта Грузии. Первый советский чемпион мира в спринте (Сан-Себастьян 1965). Участник Летних Олимпийских игр 1964, 1968 и 1972 годов. Бронзовый призёр Летних Олимпийских игр 1972 года в спринте. Первый советский велогонщик, завоевавший олимпийскую медаль на треке.

## Биография
Омар Пхакадзе начал серьёзно заниматься велоспортом в возрасте 15 лет в тбилисском спортивном интернате клуба Динамо у молодого тренера Карло Шенгелия. В 1963 перешел в группу  тренера Гурама Джохадзе.
В 1963 году победил на III Спартакиаде народов СССР и отобрался в сборную СССР на Олимпиаду в Токио, в которых дошёл до стадии 1/8 финала.
С 1963 по 1973 год бессменный чемпион СССР в спринте.
В 1965 году стал первым из советских спринтеров выиграл золотую медаль чемпионата мира.
На Олимпийских играх в Мюнхене в 1972 году в полуфинальных заездах уступил австралийском велогонщику Джону Николсону. В заезде за третье место завоевал первую для СССР олимпийскую медаль на треке в поединке с голландцем Класом Балком.
В 1973 году в возрасте 28 лет завершил спортивную карьеру, став тренером.

## Интересные факты
Омар Пхакадзе известен по участию в фильме Георгия Шенгелая «Хареба и Гоги», в котором сыграл одну из главных ролей вместе с двукратным олимпийским чемпионом Леваном Тедиашвили.